# 髙橋渡
髙橋 渡（たかはし わたる、1952年10月31日 - ）は、日本の地方公務員。千葉県副知事や、いすみ鉄道株式会社代表取締役社長を務めた。

## 人物・経歴
1975年東京学芸大学教育学部卒業、千葉県庁入庁。2002年総合企画部副参事（知事室）。2003年総務部学事課長。2005年総務部財政課長。2006年総務部参事兼財政課長。2008年千葉県議会事務局長。2009年商工労働部長。2010年総合企画部長。2012年総務部長。2013年から石渡哲彦の後任の副知事を務め、国土交通省に対し成田国際空港の国際線維持の申し入れを行うなどした。2017年首都圏新都市鉄道非常勤顧問。2018年首都圏新都市鉄道取締役、いすみ鉄道代表取締役社長。2021年千葉銀行監査役。2022年、瑞宝中綬章受章。